# Guadalca insularis
Guadalca insularis – gatunek ważki z rodziny szklarkowatych (Corduliidae); jedyny przedstawiciel rodzaju Guadalca. Endemit Wysp Salomona; stwierdzony na wyspach Guadalcanal i Malaita.